# فلدهوفن
ولدهون (به هلندی: Veldhoven) یک سکونتگاه مسکونی در هلند است که در برابانت شمالی واقع شده‌است.

## خصوصیات
ولدهون ۲۲ متر بالاتر از سطح دریا واقع شده‌است.